# Isabel Pantoja
Isabel Pantoja (* 2. srpna 1956, Sevilla) je španělská zpěvačka romského původu. Rozvíjí tzv. andaluský styl hudby. Jejím manželem byl toreador Francisco Rivera Pérez, který roku 1984 zahynul v aréně při zápasu s býkem.

## Diskografie
- 1974 – Fue por tu voz
- 1975 – Que dile y dile
- 1976 – Niña Isabela
- 1978 – Y no estaba muerto, no, no
- 1979 – 22 Abriles tengo
- 1981 – A la limón!
- 1981 – Amante, amante
- 1982 – ¡Viva Triana!
- 1983 – Cambiar por ti
- 1985 – Marinero de luces
- 1987 – Tú serás mi Navidad
- 1988 – Desde Andalucía
- 1989 – Se me enamora el alma
- 1990 – La canción española
- 1992 – Corazón herido
- 1993 – De nadieIsabel Pantoja (2012).
- 1996 – Amor eterno
- 1998 – Veneno
- 1999 – A tu vera
- 2002 – Donde el corazón me lleve

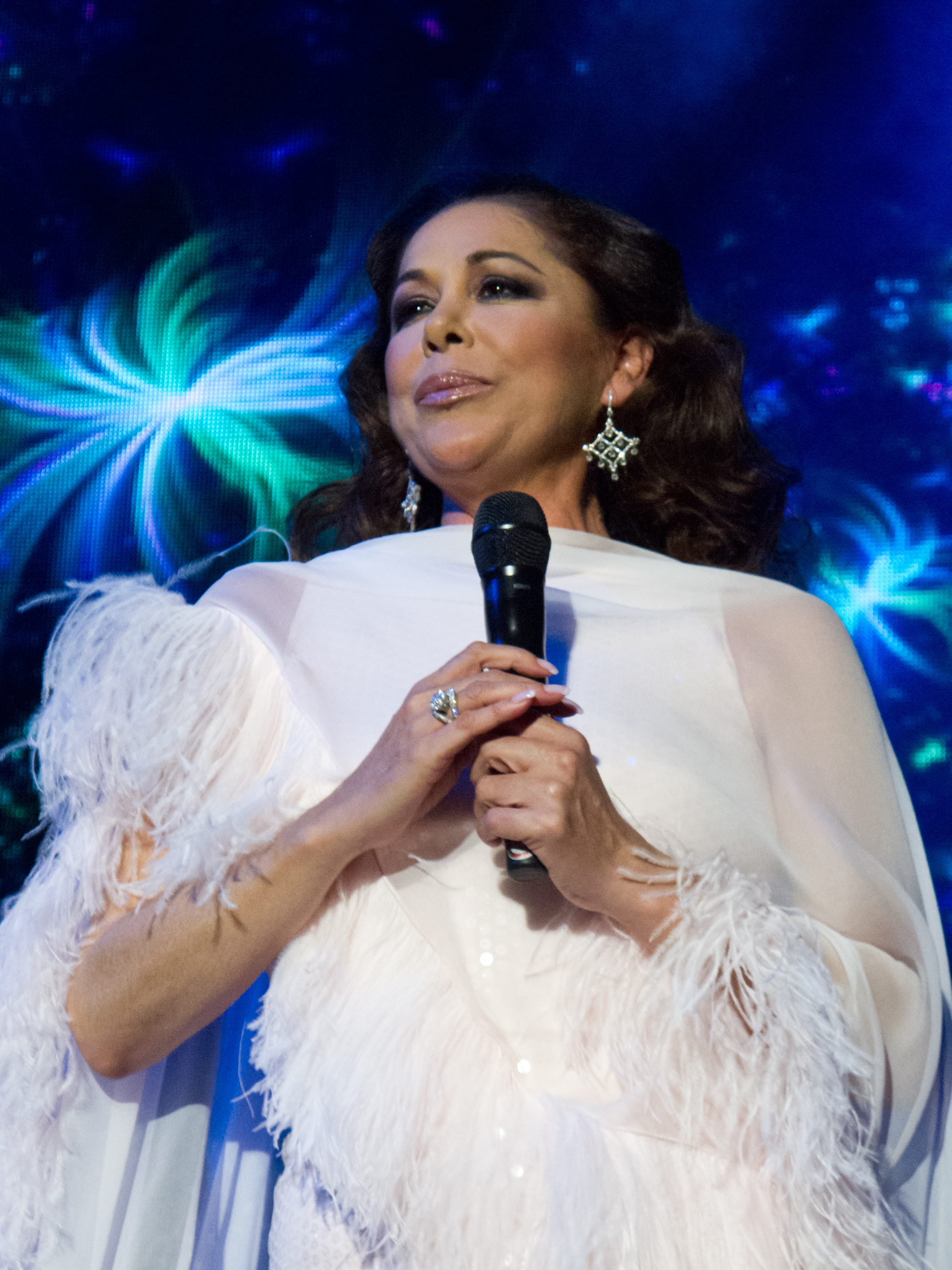
Isabel Pantoja (2012).

- 2003 – Soy como soy: Grandes éxitos
- 2003 – Mi Navidad flamenca
- 2004 – Buena suerte
- 2005 – By Pumpin' Dolls
- 2005 – Sinfonía de la Copla
- 2005 – Mi canción de Navidad
- 2006 – 10 boleros y una canción de amor
- 2010 – Isabel Pantoja, mariachi album